# Заздравных, Валерий Петрович
Вале́рий Петро́вич Заздра́вных (род. 8 июля 1963, Новоалександровская, Ставропольский край, СССР) — советский и российский футболист, полузащитник; тренер.

## Карьера
Начал карьеру в команде «Искра» Новоалександровск.
В 1980 году Вячеслав Токарев позвал его в ставропольское «Динамо», где дебютировал в 1981 году.
В 1983 году стал серебряным призёром VIII летней Спартакиады народов СССР. В 1984 году под руководством Олега Долматова вышел вместе с командой в первую лигу чемпионата СССР.
В конце 1988 года покинул Ставрополь. Около месяца тренировался с московским «Динамо». Но на его позиции в составе «бело-голубых» играл олимпийский чемпион Игорь Добровольский, и пробиться в основной состав было практически нереально. Поэтому Заздравных предпочёл перейти в «Памир», где и провёл сезон 1989 года.
В начале 1990 года перебрался в «Ротор». В составе волгоградского клуба сыграл на сборах против немецкого «Кёльна», в составе которого были Бодо Илльгнер, Пьер Литтбарски и Томас Хесслер.
В 1991 году играл за «Цемент» (Новороссийск), где был основным игроком. Не желая оставаться в клубе низшей лиги, перед началом сезона 1992 года перешёл в камышинский «Текстильщик», который получил право играть в высшей лиге чемпионата России. В сезоне 1992 года также постоянно выходил на поле — 27 игр, 3 мяча за «Текстильщик».
В феврале 1993 года был одолжен немецкому клубу «Прогресс» из Франкфурта. Команда в сезоне 1992/93 вышла в 4-й дивизион Германии (играла в зоне Hessen Landesliga Süd) и до последнего тура боролась за первую строчку в турнирной таблице. Однако в итоге, набрав одинаковое количество очков с командой-соперницей, уступила ей по разнице мячей. «Прогресс» вынужден был играть переходной матч, который проиграл в серии пенальти. Заздравных в «Прогрессе» играл на несвойственной ему позиции правого полузащитника, но при этом был одним из лучших в команде — забил 4 мяча в 12 играх.
В 1993 году вынужден был вернуться в «Текстильщик». По словам Заздравных, представители «Текстильщика» выявили в его контракте пункт, по которому он не может играть даже за любительские команды, имея действующий контракт с «Текстильщиком». Сам футболист не хотел играть в «Текстильщике», полагая, что клуб не выполнил свои обязательства по покупке ему квартиры в родном Ставрополе. В итоге, отыграв всего 2 матча летом 1993 года, перешёл в «Ладу» (Тольятти), которая ставила для себя задачу выхода в высший дивизион. В новой команде играл на непривычной для себя позиции — полузащитника, действовавшего в середине поля.
В 1994 году — снова в «Динамо» (Ставрополь). Команда по итогам сезона покинула высшую лигу. В 1995 году «Динамо» не смогло вернуться в российскую элиту. Клуб удачно играл на своём поле, но для итогового успеха не хватило удачной игры на выезде.
В 1996 году перешёл в «Нефтехимик», но в середине сезона в клубе перестали платить зарплату, и Заздравных его покинул.
Завершал карьеру игрока в «Искре» (Новоалександровск), играя в первенстве Ставропольского края.
Карьеру тренера начал в мини-футболе. Несколько лет был играющим главным тренером мини-футбольного клуба СКА (Ставрополь). Затем его пригласили в тренерский штаб команды первого российского дивизиона «Динамо» Махачкала. Некоторое время работал исполнявшим обязанности главного тренера махачкалинского клуба, однако в сентябре 2006 года ушёл в отставку. В 2007 году в течение трёх месяцев возглавлял молдавский клуб «Нистру» (Отачь). Под его руководством команда выступила в Кубке УЕФА, где только в серии пенальти уступила дорогу в следующий раунд венгерскому «Гонведу». В дальнейшем работал в клубах юга России, в том числе — «Ангуште» и ставропольском «Динамо».
С 2016 года — главный тренер пятигорского клуба «Машук-КМВ».
В сентябре 2017 года после одного из матчей, в котором «Машук» потерпел третье поражение подряд, используя ненормативную лексику, выразил намерение уйти из команды в Ставрополь. Это стало известно после того, как в твиттере футбольного агента Арсена Минасова было опубликовано видео, снятое одним из лиц, находившихся в раздевалке команды. Видео вызвало негативную реакцию со стороны пользователей в отношении автора видео. Тренер, однако, остался в клубе, а слова об уходе объяснил тем, что «пытался подействовать на футболистов, потому что был очень недоволен их игрой». Предположения о том, что в тот момент он мог находиться в нетрезвом состоянии, отверг.
В конце июня 2019 года возглавил черкесский «Интер», где затем работал до зимы, после чего уступил пост Вячеславу Камольцеву.
По ходу сезона 2020/21, в зимний период, принял «Ессентуки», покинул должность главного тренера в августе 2021 года.
18 января 2023 года ФК СКА (Ростов-на-Дону) объявил о пополнении специалистом тренерского штаба команды.